# ヴィルヘルム・グロシュ

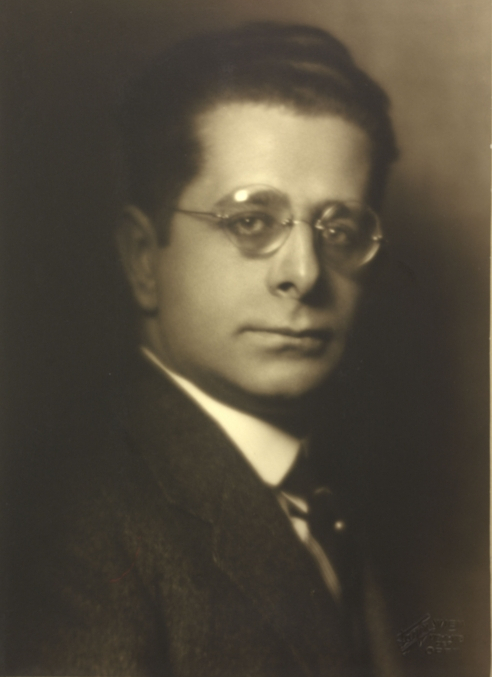

ヴィルヘルム・グロシュ (Wilhelm Grosz、1894年8月11日 – 1939年12月10日）、またの名をヒュー・ウィリアムズ (Hugh Williams) は、オーストリアの作曲家、ピアニスト、指揮者。

## 生涯
ヴィルヘルム・グロシュはウィーンに生まれた。グロシュは、リヒャルト・ロベルト、フランツ・シュレーカー、グイド・アドラーに師事して音楽を学んだ。1921年、マンハイムのオペラ座の指揮者となったが、翌1922年にはウィーンに戻り、ピアニスト，作曲家としての活動を始めた。1927年から、ベルリンのウルトラフォン・グラモフォン社 (Ultraphone Gramophone) の芸術監督となった。1933年には、ウィーンのカンマーシュピール劇場 (Kammerspiele Theater) の指揮者となった。
ナチス・ドイツによるオーストリア併合（アンシュルス）への動きを受け、グロシュは母国を離れることを余儀なくされ、1934年にイングランドへ移り住んだ。しかし、グロシュの前衛的な音楽のスタイルは、イングランドではほとんど関心を集められなかった。そうした状況下で、グロシュは、ポピュラー楽曲向けの歌詞に、旋律を重視した作曲を施すことに才能を発揮した。グロシュの作曲作品の中で、商業的に成功したものは、ほとんどが作詞家ジミー・ケネディの作品で、「ハーバーライト」、「夕日に赤い帆」、「When Budapest Was Young」、「カプリ島」などがあった。
グロシュのクラシック系の作曲作品には、オペラ3作品、バレエ2作品、演劇のための付随音楽3作品、多数の映画音楽、オーケストラ作品、ピアノとオーケストラのための「交響曲的舞踏 (Symphonic Dance)」、室内楽、ピアノ楽曲、歌曲などがある。
独唱者ふたりと室内合奏のための連作歌曲『アフリカ＝ソングス (Afrika-Songs)』は、1930年に初演された。この作品は、アフリカ系アメリカ人の詩人たち、特にラングストン・ヒューズの作品から採られたテキストを用い、ブルース色の強いサウンドを付けたものである。
『アフリカ＝ソングス』は、ポピュラー音楽系の楽曲など、その他のグロシュの作品とともに、1990年代半ばにデッカ・レコードで録音され、（ナチスによって有害と見なされた退廃音楽を意味する）『Entartete Musik』（副題は「Music Suppressed By the Third Reich（第三帝国によって抑圧された音楽）」）というシリーズの一部として発表された。
グロシュは、1939年にニューヨーク市で死去した。

## 楽曲を提供したおもな映画
- Wer nimmt die Liebe ernst?（1931年）
- His Majesty and Company（1935年）